# Traquet de Botta
Oenanthe bottae
Espèce
Statut de conservation UICN

 LC  : Préoccupation mineure
Le Traquet de Botta (Oenanthe bottae) est une espèce d'oiseaux de la famille des Muscicapidae.
Son nom commémore Paul-Émile Botta.
Cet oiseau peuple les monts de l'Asir ;